# Austrosipyloidea carterus
Austrosipyloidea carterus is een insect uit de orde Phasmatodea en de  familie Diapheromeridae. De wetenschappelijke naam van deze soort is voor het eerst geldig gepubliceerd in 1859 door Westwood.
1. ↑  (en) Austrosipyloidea carterus op de IUCN Red List of Threatened Species.